# Konrad
Konrad je moško osebno ime.

## Izvor imena
Ime Konrad izhaja iz nemščine. Razlagajo ga kot zloženko iz starovisokonemških besed kuoni v pomenu »drzen, neustrašen« in rāt »svetovalec«.

## Različice imena
- moške različice imena: Kondrad, Kondrat, Konrat, Kurt
- možne moške različice: Rado, Radko, Ratko,
- ženski različici imena: Konrada, Konradina

## Tujejezikovne različice imena
- pri Angležih: Conrad
- pri Italijanih: Corrado
- pri Nizozemcih: Koenraad

## Pogostost imena
Po podatkih Statističnega urada Republike Slovenije je bilo na dan 31. decembra 2007 v Sloveniji število moških oseb z imenom Konrad: 714.

## Osebni praznik
V našem koledarju z izborom svetniških imen, udomačenih med Slovenci in njihovimi godovnimi dnevi po novem bogoslužnem koledarju je ime Konrad zapisano 3 krat. Pregled godovnih dni v katerih godujejo še osebe katerih imena nastopajo kot različica navedenega imena.
- 19. februar, Konrad iz Piacenze, spokornik in zavetnik lovcev († 19. feb. 1351)
- 21. april, Konrad Parzhan, redovnik († 21. apr. 1894)
- 26. november, Konrad, škof († 26. nov. 975)

## Priimki nastali iz imena
Iz imena Konrad so nastali naselednji priimki: Kunej, Kunc, Kunšič, Kušej, Kene, Kne in drugi.

## Znane osebe
- Konrad Adenauer, kancler Zahodne Nemčije
- Konrad Lorenz, avstrijski zoolog - etolog in nobelovec

## Zanimivost
Zaradi pogostosti je ime Konrad prešlo v nemško frazelogijo. Tako besedna zveza der arme Konrad pomeni »kmečka vojska; črna vojska«.